# Splitski kanal
Splitski kanal je morski kanal, koji se nalazi u Jadranskom moru.
Sa zapada je omeđen otokom Drvenikom Velim, sa sjevera otokom Čiovom, s juga otokom Šoltom, a na istoku nema prirodne zemljopisne međe, ali kao takva se može uzeti okomica koja spaja grad Split sa Splitskim vratima.
Na istoku se Splitski kanal nastavlja u Brački kanal.